# Fernando Castañeda Portocarrero
Fernando Rafael Castañeda Portocarrero (5 de mayo de 1972) es un abogado peruano. En 2020 se desempeñó como Ministro de Justicia y Derechos Humanos del Perú durante el Gobierno de Martín Vizcarra.

## Biografía
Es abogado por la Pontificia Universidad Católica del Perú (PUCP), cuenta con maestría en Derecho con mención en Política Jurisdiccional. 
Es profesor de Derecho en la Pontifica Universidad Católica del Perú. Se desempeñó como Adjunto en Asuntos Constitucionales de la Defensoría del Pueblo. Fue también Jefe de la Unidad de Acciones Especiales del Ministerio del Interior.

## Vida política
En julio de 2018, asumió como viceministro de Justicia desde el 31 de julio de 2018, en reemplazo de Sergio Atarama Martínez.
Ha sido secretario técnico de la Comisión para la Reforma de Justicia, presidida por Allan Wagner, y del Consejo para la Reforma del Sistema de Justicia.

### Ministro de Justicia
En febrero de 2020 fue designado como Ministro de Justicia y Derechos Humanos por el presidente Martín Vizcarra.